# Pagoda Sule
Pagoda Sule (birm.  ဆူးလေဘုရား /sʰúlè pʰəjá/) – buddyjska stupa w Rangunie, dawnej stolicy Mjanmy.

## Legenda

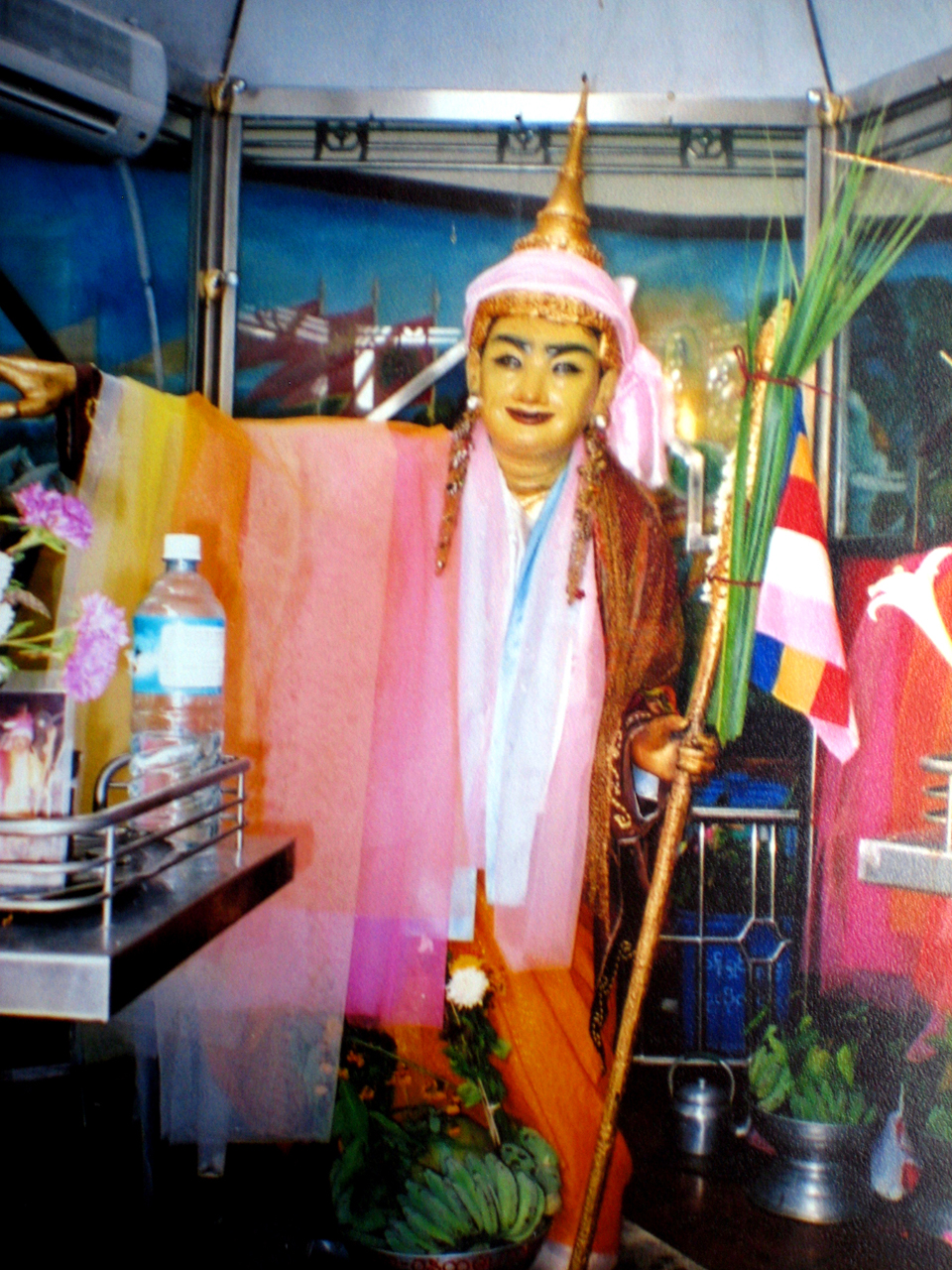
Nat Sule Bo Bo Gyi wskazuje miejsce ukrycia relikwii w miejscu przyszłej pagody Szwedagon

Według najszerzej obecnie rozpowszechnionej wersji legendy dotyczącej powstania pagody, została ona zbudowana w miejscu zamieszkanym przez nata Sule (zwanego też Sule Bo Bo Gyi). Był on ogrem żywiącym się słoniami, który został nawrócony przez Buddę i przemienił się w nata. Miał on pomóc królowi Okkalapie, braciom Tapussie i Bhalice oraz królowi natów Thagyaminowi w ich poszukiwaniach relikwii przeszłych Buddów, wskazując miejsce, gdzie zostały ukryte na górze Singuttara (gdzie obecnie znajduje się pagoda Szwedagon). Istnieje wiele starszych odmian tej legendy, różniących się liczbą ogrów pomagających w poszukiwaniach, a nawet pomijających zupełnie rolę Sule. Według jednej z nich miejsce wybudowania pagody zostało wskazane dwóm przybyłym z Indii mnichom, Sonie i Uttarze, przez władcę Thatôn, jako miejsce przechowywania włosa Buddy. Mońska nazwa pagody – Kyaik Athok – oznacza właśnie "pagodę przechowującą relikwię włosa".

## Historia
Chociaż niektórzy historycy datują powstanie pagody na I tysiąclecie po Chr., brak na to niepodważalnych dowodów. Pierwsze dane historyczne pochodzą z początku XIX w., kiedy to pagoda znajdowała się tuż przy północnym skraju palisady otaczającej wówczas miasto. W roku 1816 przeprowadzono jej remont, złocąc stupę i odlewając dla niej wielki dzwon, który później zaginął. Świadczy to o dużym jej znaczeniu, gdyż w tym okresie setki innych pagód w Rangunie popadały w ruinę. Jeszcze w latach 50. XIX w. pagoda wiązana była nie z legendą o nacie Sule, ale z przechowywanym w niej włosem z głowy Buddy. W roku 1853, po zajęciu miasta przez Anglików, rozpoczęto przebudowę i rozbudowę Rangunu według planu Alexandra Frasera. Plan ten czynił pagodę centralnym punktem miasta. Spowodowało to natychmiastowy wzrost jej znaczenia. W tym też okresie upowszechnia się legenda nata Sule. 

W trakcie demonstracji 8 sierpnia 1988 oraz podczas szafranowej rewolucji pagoda Sule i jej okolice były miejscem gromadzenia się demonstrantów, ale także miejscem, przed którym wojsko po raz pierwszy oddawało strzały do manifestantów.

## Budowa
Pagodę Sule wybudowano w stylu mońskim na planie ośmiokąta. Osobliwością jej konstrukcji jest to, że ośmiokątny kształt zachowuje na całej swej wysokości, a nie tylko u podstawy. Jej wysokość wynosi 46 metrów.
W latach 20. XX w. wokół stupy rozmieszczono cztery sale modlitw, które poświęcono czterem Buddom naszej ery: północną Gautamie, wschodnią Kakusandhie, południową Kongamanie i zachodnią Kassapie. W kolejnych latach pagoda została obudowana pierścieniem obiektów o charakterze handlowym.

Głównym obiektem kultu na terenie pagody jest naturalnej wielkości posąg nata Sule. Wyciąga on prawą rękę na północ, wskazując pagodę Szwedagon, w miejscu której ukryte były relikwie przeszłych Buddów: filtr do wody Kakusandhy, szata Konagamany i kij Kassapy (w różnych wersjach legendy liczba i rodzaj relikwii są różne).
Ze względu na centralne położenie pagody w centrum śródmieścia Rangunu, jest ona punktem, od którego odliczana jest numeracja budynków.